# 62

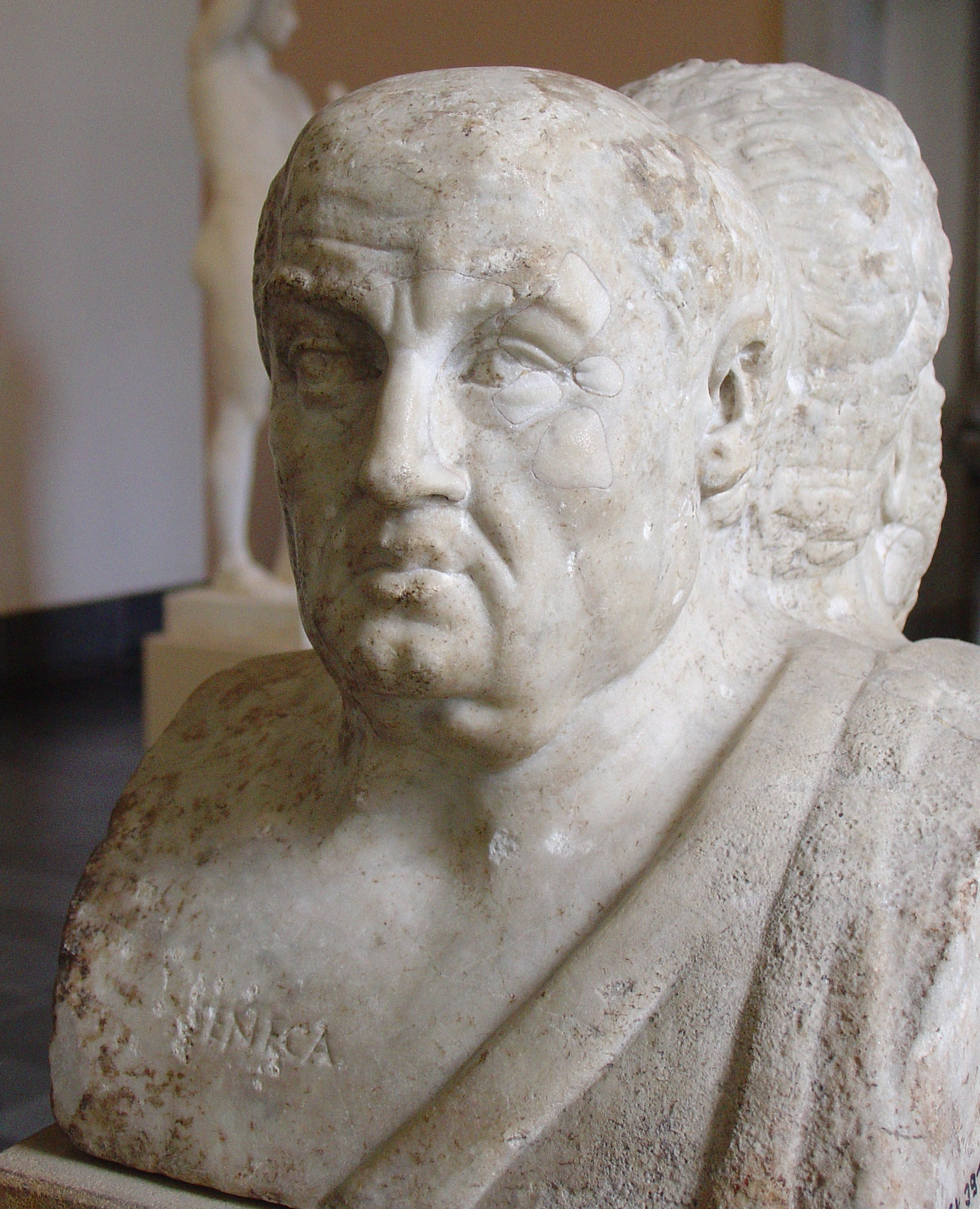
Lucius Annaeus Seneca

Het jaar 62 is het 62e jaar in de 1e eeuw volgens de christelijke jaartelling.

## Gebeurtenissen

### Italië
- Keizer Nero treedt in het huwelijk (tweede maal) met Poppaea Sabina, de ex-vrouw van Marcus Salvius Otho.
- Lucius Annaeus Seneca, adviseur van Nero, wordt gedwongen zich uit de Senaat terug te trekken.
- In Campania worden Pompeï en andere steden getroffen door een zware aardbeving en grotendeels verwoest.
- Claudia Octavia wordt beschuldigd van overspel en verbannen naar Pandateria, waar zij wordt vermoord.
- De vazalstaat Pontus aan de Zwarte Zee wordt bij het Romeinse Rijk ingelijfd.
- Paulus, de apostel, wordt in Rome na een tijdelijke invrijheidsstelling opnieuw gevangengenomen.

### Parthië
- Het Romeinse leger (3 legioenen) onder bevel Gnaeus Domitius Corbulo verslaat de Parthen aan de Eufraat.

### Judea
- Lucceius Albinus volgt Porcius Festus op als procurator over Judea. Hij onderdrukt de opstandige Sicariërs ("dolkmannen").
- De nieuwe hogepriester van de joodse tempel, Ananus ben Ananus, laat Jakobus, de broer van Jezus, voor het Sanhedrin verschijnen. Hij beschuldigt hen ervan de Thora overtreden te hebben en laat hem door steniging ter dood brengen. Op verzoek van de Farizeeën zet koning Herodes Agrippa II Ananus af.

## Geboren
- Gaius Plinius Caecilius Secundus (Plinius de Jongere), Romeins gouverneur, schrijver en redenaar

## Overleden
- Aules Persius Flaccus (28), Romeins satirendichter
- Claudia Octavia, keizerin en echtgenote van Nero
- Gaius Rubellius Plautus, Romeins staatsman
- Jakobus de Mindere, gestenigd op last van Ananus ben Ananus
- Sextus Afranius Burrus (61), prefect en adviseur van Nero